# 2 de març
El 2 de març és el seixanta-unè dia de l'any del calendari gregorià i el seixanta-dosè en els anys de traspàs. Queden 304 dies per finalitzar l'any.

## Esdeveniments
Països Catalans
- 1821 - Alcoi (l'Alcoià): s'hi esdevé una revolta obrera de caràcter luddista.

Resta del món
- 1811 - Riu Paranà (actual Uruguai): la flota reialista espanyola destrossa la flota de les Províncies Unides del Riu de la Plata al combat de San Nicolás durant la guerra de la Independència Argentina.
- 1836 - La República de Texas declara la seva independència de Mèxic.[1]
- 1939 - Ciutat del Vaticà (Roma): el conclave proclama papa Eugeni Pacelli, que regnarà com a Pius XII.
- 1943 - La Força Aèria d'Austràlia i Nord-amèrica ataquen i destrueixen el comboi Japonès en la batalla del Mar Bismarck.
- 1946 - Hồ Chí Minh és nomenat President del Vietnam del Nord.
- 1956 - el Marroc: el país s'independitza de França.
- 1998 - La Sonda espacial Galileo descobreix un oceà d'aigua salada en el Satèl·lit Europa, una de les llunes del planeta Júpiter.
- 2004 - Es llança la sonda espacial Rosetta.

## Naixements
Països Catalans
- 1859 - Vilanova i la Geltrú: Gaspar Miró i Lleó, pintor (m. 1930).
- 1889 - Barcelona: Carme Bau i Bonaplata, soprano catalana (m. 1972).[2]
- 1907 - Benissanet, Ribera d'Ebre: Artur Bladé i Desumvila, periodista i escriptor català (m. 1995).
- 1909 - Vilajuïga, Alt Empordà: Salvador Dabau i Caussà, compositor de sardanes i havaneres (m. 2002).

Resta del món
- 1316 - Ayrshire (Escòcia): Robert II d'Escòcia, rei d'Escòcia de 1371 a 1390 (m. 1390).
- 1695 - Clausthal (Alemanya): Bernhard Christoph Breitkopf, editor musical, fundador de l'actual editorial Breitkopf (m. 1777).
- 1820 - Amsterdam (Països Baixos): Multatuli, escriptor neerlandès (m. 1887).
- 1865 - Viena: Elise Richter, romanista austríaca i professora de la Universitat de Viena (m. 1943).[3]
- 1876 - Roma (Itàlia): Eugeni Pacelli, que esdevindrà papa com a Pius XII (m. 1958).[4]
- 1900 - 
  - Dessau, Alemanya: Kurt Weill, compositor alemany d'origen jueu, posteriorment nacionalitzat estatunidenc (m. 1950).[5]
  - Madrid: Matilde Muñoz Sampedro, actriu espanyola (m. 1969).[6]
- 1901 - Bremen: Grete Hermann, matemàtica i filòsofa alemanya que treballà en la teoria quàntica (m. 1984).[7]
- 1904 - Považská Bystrica, Eslovàquia: Irena Blühová, fotògrafa social eslovaca (m. 1991).[8]
- 1914 - Nova York (EUA): Martin Ritt, director, actor i guionista nord-americà que va treballar en cinema i teatre.(m. 1990).[9]
- 1915 - Tianjin (Xina) Shi Hui, dramaturg, guionista, actor i director de teatre i de cinema xinès. (m. 1957)[10]
- 1919 – 
  - Tulsa, Oklahoma, Estats Units: Jennifer Jones, actriu estatunidenca (m. 2009).[11]
  - Tiumén, Sibèria: Tamara Toumanova, ballarina i actriu estatunidenca d'origen rus (m. 1996).[12]
- 1930 - 
  - París, França: Dominique Zardi, actor francès (m. 2009).
  - Leamington Spa, Regne Unit: Pat Arrowsmith, escriptora i activista per la pau (m. 2023).[13]
- 1931 - 
  - Privólnoie, Rússia: Mikhaïl Gorbatxov, polític rus, president de la Unió Soviètica.[4]
  - Madrid: Emma Penella, actriu espanyola de cinema, teatre i televisió (m. 2007).
- 1932 - Périgueux: Francesca Solleville, cantant francesa.
- 1942 - Nova York, Estats Units: Lou Reed, cantant, músic i poeta estatunidenc, considerat com una de les icones més importants de la història del rock (m. 2013).
- 1943 - Filadèlfia: Elaine Brown, activista política americana, escriptora i cantant.
- 1945 - Romsey, Hampshire, Regne Unit: Margaret Buckingham, és una biòloga del desenvolupament britànica.[14]
- 1950 - New Haven, Connecticut, USA: Karen Carpenter, cantant i bateria estatunidenca, de The Carpenters (m. 1983).[15]
- 1961 - Sydney, Austràlia: Simone Young, directora d'orquestra i de teatre d'òpera.[16]
- 1962 - Sayreville, Nova Jersey, Estats Units: Jon Bon Jovi, músic italoamericà vocalista de la banda Bon Jovi.
- 1963 - Poughkeepsie (Nova York): Adrianne Pieczonka, soprano dramàtica canadenca.
- 1972 - 
  - Las Palmas de Gran Canaria: Roberta Marrero, artista contemporània, cantant i actriu espanyola.[17]
  - Reghin, Romania: Réka Albert, científica romanesa-hongaresa, física i biòloga, creadora del model Barabási-Albert.[18]
- 1985 - Manyanzwani, Kenya: Patrick Makau, maratonià kenyà.
- 1989 - Southend-on-Sea: Nathalie Emmanuel, actriu britànica coneguda pel seu paper a la sèrie Joc de Trons.[19]
- 1998 – Ewa Beach, Hawaii, EUA: Tua Tagovailoa, jugador Estatunidenc de Liga Nacional de Fútbol Americano.

## Necrològiques
Països Catalans
- 1967 - Madrid, Espanya: Azorín, escriptor i periodista valencià
- 1974 - Barcelona: Salvador Puig i Antich, militant anarquista a qui les autoritats franquistes apliquen la pena de mort (n. 1948).[20]
- 1991 - Barcelona: Rosario Velasco, pintora madrilenya establerta a Barcelona.[21]
- 1993 - Barcelona: Carles Muñoz Espinalt, grafòleg, psicòleg i pensador català (n. 1920).[22]
- 2013 - Sabadell: Francesca Forrellad, escriptora catalana[23]
- 2023 - Sabadell: Josep Molins i Montes, atleta català (n. 1933).

Resta del món
- 1127, Bruges, Flandes: Carles I de Flandes, comte de Flandes entre 1119 i 1127
- 1619, Palau de Hampton Court, Londres, Regne Unit: Anna de Dinamarca, princesa danesa de la Casa d'Oldenburg i reina consort d'Anglaterra i d'Escòcia
- 1824 - Boston: Susanna Rowson, actriu, educadora i escriptora estatunidenca, anglesa de naixement, autora de Charlotte Temple, el primer best-seller estatunidenc (n. 1762).[24]
- 1835, Viena, Àustria: Francesc I d'Àustria, primer emperador d'Àustria i darrer portador del mil·lenari títol d'emperador del Sacre Imperi[25]
- 1895, París: Berthe Morisot, pintora impressionista francesa[26]
- 1899, Berlín: Marie Louise Dustmann-Meyer, soprano alemanya.
- 1909, Elsene: Henriëtte Ronner-Knip, fou una pintora neerlandesa
- 1911, Madrid: Joaquina García Balmaseda, actriu, periodista, poeta, comediògrafa i escriptora espanyola[27]
- 1916, Bucarest: Elisabet de Wied, reina de Romania i escriptora, de nom de ploma Carmen Sylva[28]
- 1927, Schmölen: Marie Lipsius, àlies La Mara, escriptora alemanya, historiadora de la música[29]
- 1945, Victoria, Canadà: Emily Carr, pintora i escriptora canadenca.[30]
- 1949, Lucknow: Sarojini Naidu, activista per la independència de l'Índia i poeta (n.1879).[31]
- 1973, Passy-lès-Paris, Françaː Alina Szapocznikow, escultora polonesa, supervivent de l'Holocaust[32]
- 1975, 
  - Chilleurs-aux-Bois, Loiret, Centre, França: Madeleine Vionnet, influent dissenyadora d'alta costura francesa[33]
  - Madrid: Milagros Leal, actriu espanyola (n. 1902).[34]
- 1995, París: Suzanne Basdevant-Bastid, professora francesa de dret, especialista del dret internacional públic[35]
- 1998, París, França: Lucien Bodard, periodista i escriptor francès, Premi Goncourt de l'any 1981[36]
- 2009, Bissau, Guinea Bissau: João Bernardo Vieira, president d'aquest país mort per un tiroteig davant la seva residència (n. 1939).
- 2011, Madrid, Espanya: Enrique Curiel, polític i politòleg espanyol
- 2016, La Esperanza, Hondures: Berta Cáceres, activista ambientalista que morí assassinada[37]
- 2018, Berlín, Alemanya: Jesús López Cobos, director d'orquestra espanyol.

## Festes i commemoracions
- Onomàstica: sants Joan Maró, patriarca libanès; Agnès de Praga, franciscana; beats Carles I de Flandes, comte; santa Àngela de la Creu, verge, fundadora de les Germanes de la Companyia de la Creu; a l'Església Luterana Evangèlica d'Amèrica: John Wesley, fundador del metodisme.